# Landeyrat
Landeyrat (Okzitanisch: Landairac) ist eine französische Gemeinde mit 86 Einwohnern (Stand 1. Januar 2022) im Département Cantal in der Region Auvergne-Rhône-Alpes; sie gehört zum Arrondissement Saint-Flour.

## Geografie
Landeyrat liegt rund 32 Kilometer nordwestlich der Kleinstadt Saint-Flour innerhalb des Regionalen Naturparks  Volcans d’Auvergne.

## Geschichte
Die Gemeinde gehört historisch zur Region Cézallier innerhalb der Auvergne. Landeyrat gehörte von 1793 bis 1801 zum District Murat und war von 1793 bis 2015 Teil des Kantons Allanche.

## Bevölkerungsentwicklung
| Jahr                       | 1962 | 1968 | 1975 | 1982 | 1990 | 1999 | 2006 | 2012 | 2019 |
| Einwohner                  | 247  | 216  | 201  | 174  | 130  | 120  | 110  | 101  | 90   |
| Quellen: Cassini und INSEE |      |      |      |      |      |      |      |      |      |

## Sehenswürdigkeiten
- Kirche Sainte-Anne
- Ruinen des Schlosses in Le Greil
- Basaltsäulen in La Baraque
- mehrere Torfmoore
- Site des Veyrines (Wasserfall und archäologische Fundstätte)